# Луківська сільська рада (Самбірський район)
Луківська сільська рада — орган місцевого самоврядування Самбірському районі Львівської області. Адміністративний центр — село Луки.

## Історія
Луківська сільська рада утворена в лютому 1940 року як Конюшко-Семенівська.
8 серпня 1960 року перейменована на Луківську.

## Населені пункти
Сільській раді підпорядковані населені пункти.
| № | Назва       | Назелення (тис.осіб) | Територія (тис.кв.м) | Щільність населення (осіб/кв.км) | Середня висота над рівнем моря | Дата заснування |
| - | ----------- | -------------------- | -------------------- | -------------------------------- | ------------------------------ | --------------- |
| 1 | с. Луки     | 935                  | 7,49                 | 124,83                           | 276                            | 1443            |
| 2 | с. Загір'я  | 903                  | 7,48                 | 120.72                           | 241                            | 1444            |
| 3 | с. Острів   | 710                  | 7,02                 | 101,14                           | 272                            | 1445            |
| 4 | с. Чернихів | 447                  | 5,51                 | 81,13                            | 272                            | 1445            |

## Склад ради
Рада складається з 20 депутатів та голови.

### Керівний склад ради
| ПІБ                        | Основні відомості                                      | Дата обрання | Дата звільнення |
| -------------------------- | ------------------------------------------------------ | ------------ | --------------- |
| Товарніцька Марія Іванівна | Сільський голова, 1954 р.н., позапартійна              | 26.03.2006   | 31.10.2010      |
| Федак Марія Іванівна       | Сільський голова, 1964 р.н., освіта вища, позапартійна | 31.10.2010   |                 |

Примітка: таблиця складена за даними джерела

### Депутатський склад
Рада складається з 20 депутатів та голови.

## Освіта
- Луківський НВК І-ІІІ ступенів;
- Острівська СЗШ І ступеня;
- Чернихівська СЗШ І-ІІ ступеня.